# ワカオライデン
ワカオライデン（欧字名:Wakao Raiden、1981年4月25日 - 2007年9月21日）は、日本の競走馬、種牡馬。主な勝ち鞍に1985年の朝日チャレンジカップ。のち地方競馬に転じ、笠松競馬でも重賞を制した。
引退後の1989年より種牡馬となり、地方在籍馬として初めて中央の重賞を制したライデンリーダーなど、地方競馬を中心に活躍馬を輩出。1997年と1999年には地方競馬のリーディングサイアーとなっている。

## 経歴

### デビューまで
1981年、北海道勇払郡早来町の吉田牧場に生まれる。場長の吉田晴雄によれば、「馬体の均整が取れていることに関しては、百点満点に近い馬で、ほとんど教科書に出してもいいぐらいの体型の持ち主」であった。叔父には八大競走2勝を挙げ「流星の貴公子」と呼ばれたテンポイントがおり、3000万円近い価格で、母オキワカを牧場と共同所有していた小塚美近（よしちか）に購買された。のちに笠松で本馬を管理することになる荒川友司も、牧場で小塚と一緒に馬を見てその素質を感じ取っていたが、高額ゆえに笠松の賞金では元が取れないと考え、中央の厩舎へ入れることを小塚に勧めていた。その後、ワカオライデンはオキワカの管理調教師であった栗東トレーニングセンターの戸山為夫厩舎に入った。

### 戦績
1983年11月にデビューし、3戦目で初勝利を挙げたが、常に脚部に不安を抱えた競走生活を送った。5歳時の1985年9月に出走した朝日チャレンジカップで、1位入線馬ニシノライデンの斜行失格による繰り上がりで重賞を初制覇したものの、6歳になっても脚部不安は晴れなかった。この状況を受けて、小塚が荒川に管理を打診すると荒川は即座に引き受け、ワカオライデンは笠松への転出が決定した。その後、笠松の厩舎ではなく荒川の自宅裏において約1年の療養生活を送り、脚部の完治をみた。
笠松には転入から4カ月以上休養した馬はレースに出走できないという規定があったことから、荒川と懇意であった公営・金沢競馬の桑野進のもとに一時転厩し、金沢最大の競走である白山大賞典を含む3戦2勝の成績を挙げたのち、笠松へ再入厩した。以後、荒川厩舎に所属する井上孝彦を鞍上に、ゴールド争覇、東海菊花賞、名古屋大賞典、ウインター争覇と、白山大賞典から5連勝を遂げた。年末の東海ゴールドカップでは負担重量が7.5kg軽いフェートノーザンに敗れて連勝を止めたが、休養後の1988年7月に出走したサマーカップでは再び勝利を挙げた。
その後は地方所属馬に唯一門戸を開いていた中央GI競走のジャパンカップを目標に、地方代表馬選定の場であったオールカマーへ出走する予定となっていたが、競走3日前に左前脚を骨折し、そのまま引退を余儀なくされた。

### 種牡馬
1989年より生まれ故郷である吉田牧場で種牡馬となる。近親に優秀な競走馬がいるとはいえ自身は地方競馬での活躍馬であり、中央競馬ではGIII止まりの馬であったが、生産者の吉田重雄は競走成績にかかわらず種牡馬にするつもりだったという。予想外に種付け希望者が集まったことからシンジケートが組まれ、その多くは地方競馬と繋がりのある生産者であった。
初年度には23頭が誕生したが、そのうち12～13頭を荒川が購買し、馬主達に所有を頼んで自身の管理馬とした。「安いうちにツバをつけておこうと」2年目の産駒も同様に買い、その様子は「ワカオライデンの仔で荒川厩舎はひっくり返る」と噂が立ったほどであった。しかし初年度からサブリナチェリー、ライデンスキーらが活躍し、東海ダービーでは両馬が1・2着を占めるなど、荒川の見立てが当たった結果となった。1995年に中央競馬がクラシック競走の門戸を地方競馬へ開放すると、荒川厩舎からライデンリーダーが牝馬クラシック戦線に臨み、桜花賞への前哨戦・報知杯4歳牝馬特別を制し、地方競馬のファンのみならず全国的に大きな人気を獲得した。またこれに伴い、ワカオライデンの名前も全国区のものとなった。
初年度37だった種付け頭数が1993年には93まで増え、各地の地方競馬場で産駒が活躍した。中央競馬では結局ライデンリーダー以外の活躍馬は現れなかったが、1997年には全日本サラブレッドカップ (統一GIII) で中央競馬や地方競馬他地区の馬を相手に荒川厩舎のワカオライデン産駒が1着から3着までを独占するなどし、地方競馬のリーディングサイアーに輝いた。1999年にも地方競馬のリーディングサイアーとなっている。
2005年に種牡馬を引退。2007年に吉田牧場で老衰のため死亡。26歳（馬齢は現表記）であった。翌2008年、地方競馬での種牡馬としての実績が評価され、NARグランプリ2007で特別表彰された。

## 競走成績
| 競走日     | 競馬場     | 競走名          | 格      | 距離（馬場）  | 頭 数 | 枠 番 | 馬 番 | オッズ （人気） | 着順 | タイム （上り3F） | 着差 | 騎手        | 斤量 [kg] | 1着馬（2着馬）       | 馬体重 [kg] | 備考     |
| ---------- | ---------- | --------------- | ------- | ------------- | ----- | ----- | ----- | --------------- | ---- | ----------------- | ---- | ----------- | --------- | -------------------- | ----------- | -------- |
| 1983.11.12 | 京都       | 3歳新馬         |         | 芝1400m（良） | 8     | 8     | 8     | 002.50（1人）   | 03着 | R1:26.30000000    | -0.3 | 0小島貞博   | 54        | ヘンリーシンボリ     |             |          |
| 0000.11.27 | 京都       | 3歳新馬         |         | 芝1400m（稍） | 10    | 8     | 10    | 003.10（1人）   | 03着 | R1:26.70000000    | -0.1 | 0小谷内秀夫 | 54        | メジロトーマス       |             |          |
| 0000.12.11 | 中京       | 3歳未勝利       |         | ダ1000m（良） | 9     | 8     | 9     | 001.90（1人）   | 01着 | R1:00.90000000    | -1.0 | 0小谷内秀夫 | 54        | （ラルキーラ）       |             |          |
| 1984.01.05 | 京都       | 福寿草特別      | 400万下 | ダ1400m（良） | 14    | 6     | 10    | 003.80（1人）   | 02着 | R1:26.20000000    | -0.1 | 0小谷内秀夫 | 55        | オサイチフォンテン   |             |          |
| 0000.11.04 | 京都       | 4歳上400万下    |         | ダ1400m（良） | 16    | 5     | 10    | 004.50（1人）   | 01着 | R1:25.60000000    | -0.5 | 0小島貞博   | 55        | （ホクザンタロー）   |             |          |
| 0000.11.18 | 京都       | 逢坂山特別      | 400万下 | 芝1200m（良） | 10    | 7     | 8     | 001.90（1人）   | 01着 | R1:11.00000000    | -0.3 | 0小島貞博   | 56        | （ゴールデンベスト） |             |          |
| 0000.11.25 | 京都       | 花園特別        | 900万下 | 芝1400m（良） | 12    | 8     | 11    | 004.70（2人）   | 01着 | R1:24.00000000    | -0.1 | 0小島貞博   | 56        | （ニシノイブ）       |             |          |
| 0000.12.16 | 阪神       | セントウルS     | OP      | 芝2200m（良） | 7     | 1     | 1     | 005.40（3人）   | 02着 | R2:13.50000000    | -0.1 | 0小谷内秀夫 | 53        | パワーホーラー       |             |          |
| 1985.01.15 | 京都       | 北山特別        | OP      | ダ1400m（良） | 8     | 7     | 7     | 003.30（1人）   | 03着 | R1:26.20000000    | -0.6 | 0小島貞博   | 54        | ワンダービクトリー   |             |          |
| 0000.02.03 | 中京       | 中京記念        | GIII    | 芝2000m（良） | 16    | 3     | 6     | 013.60（5人）   | 06着 | R2:00.70000000    | -0.8 | 0小島貞博   | 53        | パワーシーダー       |             |          |
| 0000.08.04 | 函館       | 4歳上900万下    |         | 芝2000m（良） | 13    | 3     | 3     | 013.90（6人）   | 03着 | R2:01.20000000    | -0.3 | 0小谷内秀夫 | 57        | パワーホーラー       |             |          |
| 0000.08.18 | 函館       | 4歳上900万下    |         | 芝1700m（良） | 9     | 3     | 3     | 001.80（1人）   | 01着 | R1:42.00000000    | -0.5 | 0小谷内秀夫 | 57        | （アストリアシチー） |             |          |
| 0000.09.15 | 阪神       | 朝日チャレンジC | GIII    | 芝2000m（良） | 9     | 1     | 1     | 007.30（4人）   | 01着 | R2:00.20000000    | -0.3 | 0小谷内秀夫 | 55        | （エーコーフレンチ） |             | [ 注 1 ] |
| 0000.10.06 | 東京       | 毎日王冠        | GII     | 芝1800m（不） | 7     | 7     | 7     | 010.00（4人）   | 05着 | R1:51.20000000    | -0.4 | 0小谷内秀夫 | 57        | ゴールドウェイ       |             |          |
| 0000.10.27 | 東京       | 天皇賞（秋）    | GI      | 芝2000m（良） | 17    | 5     | 10    | 083.9（10人）   | 08着 | R1:59.50000000    | -0.8 | 0小島貞博   | 58        | ギャロップダイナ     |             |          |
| 0000.11.17 | 京都       | マイルCS        | GI      | 芝1600m（良） | 16    | 8     | 16    | 019.20（6人）   | 06着 | R1:36.40000000    | -1.1 | 0小島貞博   | 57        | ニホンピロウイナー   |             |          |
| 1986.06.22 | 中京       | 高松宮杯        | GII     | 芝2000m（良） | 18    | 2     | 3     | 022.40（9人）   | 02着 | R2:01.5（37.6）   | -0.2 | 0小島貞博   | 57        | ラグビーボール       | 510         |          |
| 0000.07.06 | 中京       | 金鯱賞          | GIII    | 芝1800m（不） | 21    | 2     | 3     | 004.60（1人）   | 04着 | R1:52.2（39.4）   | -0.4 | 0小島貞博   | 58        | イズミスター         | 508         |          |
| 1987.07.07 | 金沢       | A特別           |         | ダ1900m（重） | 7     | 1     | 1     | 000.00（1人）   | 01着 | R2:06.40000000    | -0.9 | 0吉井敏雄   | 57        | （サクラホマレオー） | 525         |          |
| 0000.08.30 | 金沢       | A特別           |         | ダ1700m（良） | 9     | 8     | 9     | 000.00（1人）   | 03着 | R1:50.60000000    | -0.1 | 0吉井敏雄   | 57        | コクセイピユーマ     | 530         |          |
| 0000.09.27 | 金沢       | 白山大賞典      | 重賞    | ダ2600m（重） | 10    | 4     | 4     | 000.00（2人）   | 01着 | R2:56.40000000    | -0.3 | 0吉井敏雄   | 57        | （コクセイピユーマ） | 523         |          |
| 0000.10.14 | 中京（地） | ゴールド争覇    | 重賞    | 芝2000m（良） | 8     | 7     | 7     | 000.00（1人）   | 01着 | R2:01.10000000    | -0.3 | 0井上孝彦   | 58        | （アイアンソロン）   | 520         |          |
| 0000.11.03 | 名古屋     | 東海菊花賞      | 重賞    | ダ2400m（不） | 9     | 3     | 3     | 000.00（2人）   | 01着 | R2:36.40000000    | -1.6 | 0井上孝彦   | 58.5      | （ニユーダイオー）   | 520         |          |
| 0000.12.02 | 名古屋     | 名古屋大賞典    | 重賞    | ダ1900m（稍） | 8     | 6     | 6     | 000.00（1人）   | 01着 | R2:02.70000000    | -0.7 | 0井上孝彦   | 57        | （ニユーダイオー）   | 522         |          |
| 0000.12.13 | 笠松       | ウインター争覇  | 準重賞  | ダ1900m（良） | 10    | 7     | 7     | 000.00（1人）   | 01着 | R2:03.20000000    | -0.8 | 0井上孝彦   | 61        | （コンバツトボーイ） | 528         |          |
| 0000.12.30 | 笠松       | 東海ゴールドC   | 重賞    | ダ2500m（良） | 10    | 6     | 6     | 000.00（1人）   | 02着 | R2:46.20000000    | -0.2 | 0井上孝彦   | 61        | フエートノーザン     | 528         |          |
| 1988.07.27 | 笠松       | サマーC         | 重賞    | ダ1400m（良） | 9     | 8     | 9     | 000.00（1人）   | 01着 | R1:26.20000000    | -1.1 | 0安藤光彰   | 60        | （リードセイカン）   | 522         |          |

## 主な産駒
統一重賞優勝馬
- 1992年産
  - ライデンリーダー（サラ・プリンセス特別、ゴールドウィング賞、ジュニアグランプリ、報知杯4歳牝馬特別、東海チャンピオンシップ）
- 1994年産
  - トミケンライデン（ゴールドジュニア、岐阜金賞、全日本サラブレッドカップ、東海ゴールドカップ2回）
  - シンプウライデン（中京盃、ゴールドウィング賞、ジュニアグランプリ、スプリングカップ、駿蹄賞、 名古屋優駿、東海ゴールドカップ、マイル争覇）

その他地方重賞優勝馬
- 1990年産
  - サブリナチェリー（ジュニアクラウン、ジュニアグランプリ、ゴールドジュニア、新緑賞、駿蹄賞、東海ダービー、秋の鞍、岐阜金賞）
  - ライデンスキー（ゴールドウィング賞、スプリングカップ、岐阜王冠賞、ダイヤモンドカップ）
  - ツキハシレ（東海クィーンカップ、東海チャンピオンシップ、ゴールド争覇）
- 1991年産
  - アクアライデン（クイーン賞、ダイオライト記念）
  - ツキノマイヒメ（岐阜王冠賞、サラブレッドチャレンジカップ、岐阜金賞）
  - アメージングレイス（サマーカップ、くろゆり賞2回、新春グランプリ、名古屋記念）
  - クラシャトル（栄冠賞、ひまわり賞、北海道3歳優駿、北海優駿、クイーンカップ）
  - テイオーライデン（ 駿蹄賞）
- 1992年産
  - コルテスチェリー（スプリングカップ、新緑賞）
  - フジノタイショウ（ジュニアクラウン）
- 1994年産
  - ファビラストロング（サラブレッド3歳優駿）
  - ミリオンチャーム（東海クイーンカップ）
- 1995年産
  - エフワンライデン（ライデンリーダー記念、ゴールドジュニア、東海桜花賞、スプリンター争覇2回、スプリング争覇2回、スプリント）
  - チェリーラスター（スプリングカップ、駿蹄賞）
  - サンライズライデン（秋の鞍）
  - ライデンガール（サラ・プリンセス特別）
- 1996年産
  - トウショウラッキー（ヤングチャレンジカップ）
  - シンセイライデン（ブルーバードカップ）
  - ワカオリーナ（日本海ダービー）
  - キャロルライデン（サガ・クイーン賞）
- 1997年産
  - トミケンブライト（東京3歳優駿牝馬、エメラルドカップ、OROカップ）
  - コマザブル（さつき賞）
  - ミカワウエスタン（こまくさ賞）
- 1998年産
  - ミスダイアン（新春ペガサスカップ、秋の鞍、読売レディス杯）
  - セイエイカネノー（ライデンリーダー記念、節分特別、駿蹄賞）
  - マスターワーク（サラ・プリンセス特別）
  - ワカオフラワー（北関東クイーンカップ）
  - コアレスタイム（船橋記念、アフター5スター賞）
- 2000年産
  - タイガーロータリー（二歳優駿、スプリングカップ、北関東ダービー、3歳スプリンターズカップ、北関東菊花賞、新春杯、スプリンターズ賞、スプリント）
  - スオウライデン（ハイセイコー記念）
  - ダイコーマリナ（ゴールドウィング賞、読売レディス杯）
  - アンダーワカフジ（日高賞）
- 2003年産
  - キムタツプリンセス（サラ・クイーンカップ、オッズパーク・ファンセレクションin笠松）
- 2006年産
  - クラフィンライデン（エトワール賞）

### 母の父としての産駒
統一重賞優勝馬
- 2012年産
  - ハルサンサン：父サウスヴィグラス（TCK女王盃）

その他地方重賞優勝馬
- 2000年産
  - サニーハシレ：父サニーブライアン（サラ・クイーンカップ）
- 2005年産
  - ストロングライデン：父エイシンサンディ（リリーカップ）
- 2007年産
  - クラキンコ：父クラキングオー（北斗盃、北海優駿、フロイラインカップ、王冠賞、コスモバルク記念、星雲賞2回、ノースクイーンカップ)
  - モルフェキープオフ：父モルフェデスペクタ（黒潮ダービー）
- 2010年産
  - クラグオー：父クラキングオー（ステイヤーズカップ）

## 血統表
| ワカオライデンの血統                            | ワカオライデンの血統             | ワカオライデンの血統               | （血統表の出典）        | （血統表の出典） |
| 父系                                            | ボールドルーラー系               | ボールドルーラー系                 | ボールドルーラー系      | [ § 2 ]          |
| 父 *ロイヤルスキー Royal Ski 1974 栗毛 アメリカ | 父の父Raja Baba 1968 鹿毛        | Bold Ruler 1954                    | Nasrullah               | Nasrullah        |
| 父 *ロイヤルスキー Royal Ski 1974 栗毛 アメリカ | 父の父Raja Baba 1968 鹿毛        | Bold Ruler 1954                    | Miss Disco              |                  |
| 父 *ロイヤルスキー Royal Ski 1974 栗毛 アメリカ | 父の父Raja Baba 1968 鹿毛        | Missy Baba 1958                    | My Babu                 | My Babu          |
| 父 *ロイヤルスキー Royal Ski 1974 栗毛 アメリカ | 父の父Raja Baba 1968 鹿毛        | Missy Baba 1958                    | Uvira                   |                  |
| 父 *ロイヤルスキー Royal Ski 1974 栗毛 アメリカ | 父の母Coz o'Nijinsky 1969 栗毛   | Involvement 1960                   | Intent                  | Intent           |
| 父 *ロイヤルスキー Royal Ski 1974 栗毛 アメリカ | 父の母Coz o'Nijinsky 1969 栗毛   | Involvement 1960                   | Lea Lane                |                  |
| 父 *ロイヤルスキー Royal Ski 1974 栗毛 アメリカ | 父の母Coz o'Nijinsky 1969 栗毛   | Gleam 1952                         | Tournoi                 | Tournoi          |
| 父 *ロイヤルスキー Royal Ski 1974 栗毛 アメリカ | 父の母Coz o'Nijinsky 1969 栗毛   | Gleam 1952                         | Flaring Top             |                  |
| 母 オキワカ 1972 栗毛 北海道                    | 母の父*リマンド Remand 1965 栗毛 | Alcide 1955                        | Alycidon                | Alycidon         |
| 母 オキワカ 1972 栗毛 北海道                    | 母の父*リマンド Remand 1965 栗毛 | Alcide 1955                        | Chenille                |                  |
| 母 オキワカ 1972 栗毛 北海道                    | 母の父*リマンド Remand 1965 栗毛 | Admonish 1958                      | Palestine               | Palestine        |
| 母 オキワカ 1972 栗毛 北海道                    | 母の父*リマンド Remand 1965 栗毛 | Admonish 1958                      | Warning                 |                  |
| 母 オキワカ 1972 栗毛 北海道                    | 母の母ワカクモ 1963 鹿毛         | *カバーラップ二世（セイカン） 1952 | Cover Up                | Cover Up         |
| 母 オキワカ 1972 栗毛 北海道                    | 母の母ワカクモ 1963 鹿毛         | *カバーラップ二世（セイカン） 1952 | Betty Martin            |                  |
| 母 オキワカ 1972 栗毛 北海道                    | 母の母ワカクモ 1963 鹿毛         | 丘高（クモワカ） 1948              | *セフト                 | *セフト          |
| 母 オキワカ 1972 栗毛 北海道                    | 母の母ワカクモ 1963 鹿毛         | 丘高（クモワカ） 1948              | 月丘（エレギヤラトマス) |                  |
| 母系(F-No.)                                     | 星若系(FN:3)                     | 星若系(FN:3)                       | 星若系(FN:3)            | [ § 3 ]          |
| 5代内の近親交配                                 | Nasrullah 4･5（父系内）          | Nasrullah 4･5（父系内）            | Nasrullah 4･5（父系内） | [ § 4 ]          |
| 出典                                            | 1. 2. 3. 4.                      | 1. 2. 3. 4.                        | 1. 2. 3. 4.             | 1. 2. 3. 4.      |

父ロイヤルスキーは同馬の項目を参照。母オキワカは中央競馬6勝、中京記念3着がある。半兄ワカテンザンはきさらぎ賞に優勝し東京優駿と皐月賞、スプリングステークス、シンザン記念、金杯(西)で2着、半弟ワカポイントは東海大賞典優勝馬。祖母ワカクモは桜花賞優勝馬であり、叔父にテンポイント、甥にフジヤマケンザンがいる一族である（詳しくはテンポイントの項目を参照）。